# Swift River Reservation
Swift River Reservation ist ein 435 Acres (1,8 km²) umfassendes Naturschutzgebiet bei der Stadt Petersham im Bundesstaat Massachusetts der Vereinigten Staaten. Es wird von der Organisation The Trustees of Reservations verwaltet.

## Geschichte
Im späten 18. Jahrhundert war ein Großteil der Fläche des heutigen Schutzgebiets gerodet, um landwirtschaftliche Nutzflächen zu gewinnen, die vorwiegend als Subsistenzwirtschaft betrieben wurden. Mit dem in späteren Jahren zunehmend ansteigenden Bedarf an natürlichen Rohstoffen der umliegenden Industrien wurde der Wald nahezu vollständig abgeholzt. Erst im frühen 20. Jahrhundert kehrte der Baumbewuchs zurück, wurde jedoch durch einen Hurrikan 1938 bereits wieder stark beschädigt. Der heutige Bestand an Harthölzern und Weymouth-Kiefern stammt aus der Zeit nach dem Sturm. Die Trustees erwarben das Grundstück in zwei Schritten 1983 und 1985. Anlässlich ihres einhundertjährigen Bestehens erhielten sie weitere Teilbereiche anonym geschenkt.

## Schutzgebiet
Das Schutzgebiet besteht aus den drei eigenständigen Bereichen Nichewaug Tract, Slab City Tract und Davis Tract, die durch den östlichen Zweig des namensgebenden Swift River – der größte Zufluss des Quabbin Reservoir – miteinander verbunden sind. Das abwechslungsreiche Gelände begünstigt eine große Vielfalt an Pflanzen und Tieren. Insbesondere leben dort Hirsche, Biber, Waschbären, Ursons, Bären, Rotluchse und Kojoten sowie eine Vielzahl von Singvögeln, Eulen und Greifvögeln. Das Flussufer säumen viele Kiefern und Hemlocktannen, die den Fluss zu einem beliebten Ziel für das Forellenangeln machen.
Den Besuchern stehen insgesamt 7 mi (11,3 km) Wanderwege zur Verfügung. In der näheren Umgebung befinden sich ebenfalls die Schutzgebiete North Common Meadow und Brooks Woodland Preserve.